# Planare Deformationslamellen
Planare Deformationslamellen, oft auch nur planare Elemente oder planare Deformationselemente bzw. planare Deformationsstrukturen genannt, Englisch planar deformation features oder abgekürzt PDF, sind systematisch angeordnete Dislokationsebenen in Kristallen, die durch den Schock eines Impaktereignisses gebildet werden. Die Strukturen entstehen bei sehr hohen Drücken ab 8 bis 10 Gigapascal bzw. 80 bis 100 Kilobar. Ihre Stabilität erstreckt sich bis 35 Gigapascal bzw. 350 Kilobar, oberhalb davon liegen Quarz und Feldspäte nur noch amorphosiert bzw. als diaplektisches Glas vor.

## Beschreibung

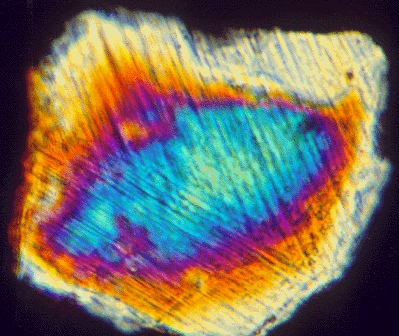
Planare Deformationslamellen in Quarz. Zwei distinkte Richtungen sind gut erkennbar.

Planare Deformationslamellen sind Mikrostrukturen und nur unter dem Polarisationsmikroskop oder dem Transmissionselektronenmikroskop (TEM) zu erkennen. Es handelt sich um sehr feine, enggescharte, parallele Dislokationsebenen im Kristallgitter, die meist mit etwa 2 µm dicken, amorphem oder glasigem Material besetzt sind und mit der c-Achse des betroffenen Silikatminerals einen charakteristischen Winkel einschließen. Die Scharen können sich überkreuzen und in ihnen kann die Hochdruckmodifikation Stishovit heranwachsen. Die Lamellen rekristallisieren nach Abklingen des Impaktereignisses und werden aufgrund von hydrothermaler Einwirkung mit kleinen Tropfen von Flüssigkeitseinschlüssen besetzt bzw. "dekoriert".
Die Dislokationsebenen folgen immer rationalen kristallographischen Ebenen und können daher indiziert werden. Da sich die Orientierungen der Deformationslamellen mit steigendem Druck ändern, können sie als Druckindikatoren verwendet werden. Die entstehenden Orientierungen hängen zusätzlich noch von der herrschenden Umgebungstemperatur im Gestein und dem Einschlagswinkel des Impaktors ab, wie Langenhorst und Deutsch (1993) in Schockexperimenten zeigen konnten.

## Unterscheidung von ähnlichen Strukturen
Tektonisch gebildete Deformationslamellenscharen (oft nur als Deformationslamellen bezeichnet) können sehr ähnlich aussehen, somit ist eine eindeutige Unterscheidung mitunter nur mit dem Rasterelektronenmikroskop oder dem Transmissionselektronenmikroskop möglich. Wichtigstes Kriterium zur Unterscheidung ist die leichte Krümmung im Subkornbereich der tektonischen Lamellen, da sie an submikroskopischen Gleitebenen und Höhenversätzen durch exponentielle Kriechdeformation entstanden.
Planare Deformationslamellen müssen ferner noch von planaren Brüchen unterschieden werden (Englisch planar fractures oder abgekürzt PF), die sich ganz zu Anfang der Schockmetamorphose bilden. Es handelt sich hierbei um planare Risse mit einem durchschnittlichen Abstand von 15 bis 20 µm,
im Gegensatz zu den sehr eng stehenden planaren Deformationslamellen mit einem Abstand von 1, 2, maximal 10 µm. Planare Brüche folgen ebenfalls rationalen kristallographischen Ebenen, sind aber nur auf sehr wenige Ebenen (maximal drei) beschränkt.

## Betroffene Mineralien

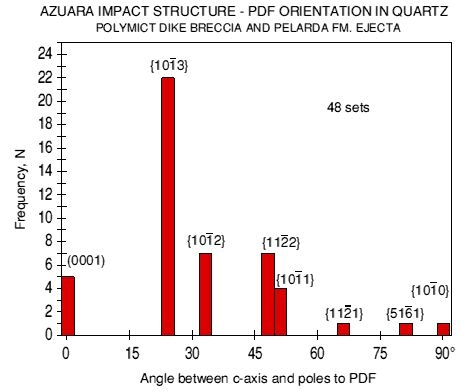
Histogramm der planaren Deformationslamellenrichtungen in der Azuara-Impaktstruktur, gemessen an geschockten Quarzkörnern der polymikten Brekzie und der Pelarda-Formation

Die durch Schockmetamorphose (oder auch Stoßwellenmetamorphose) entstandenen planaren Deformationslamellen finden sich in folgenden Mineralen:
- Quarz
- Feldspat (Plagioklas und Alkalifeldspat)
- Glimmer
- Amphibole
- Pyroxene
- Olivin
- Zirkon.

Die Deformationslamellen liegen im Quarz bevorzugt parallel zu den Ebenen {\displaystyle {\begin{Bmatrix}{\bar {1013}}\end{Bmatrix}}}, {\displaystyle {\begin{Bmatrix}{\bar {1012}}\end{Bmatrix}}} und {\displaystyle {\begin{Bmatrix}{\bar {1011}}\end{Bmatrix}}}. Im Plagioklas werden gewöhnlich die Ebenen (001), (010), (100) und (120) selektioniert.

## Vorkommen
Planare Deformationslamellen werden bei vulkanischen Explosionen nicht gebildet, sie entstehen nur bei der Schockmetamorphose und Kernwaffenexplosionen. Sie sind daher eine wesentliche Vorbedingung für die Anerkennung einer Impaktstruktur bzw. ihrer Auswurfdecke. Sie finden sich z. B. in Meteoritenkratern wie dem Ries-Krater, dem Steinheimer Becken oder dem Krater von Rochechouart-Chassenon.
Im Ries-Krater können planare Deformationslamellen noch bis zu einer Tiefe von 667 Meter unter dem Kraterboden angetroffen werden, d. h. bis zu 65 Meter unterhalb der zusammenhängenden Oberkante des kristallinen Grundgebirges.